# Calidota
Calidota é um gênero de traça pertencente à família Arctiidae.